# Alessio Spataro

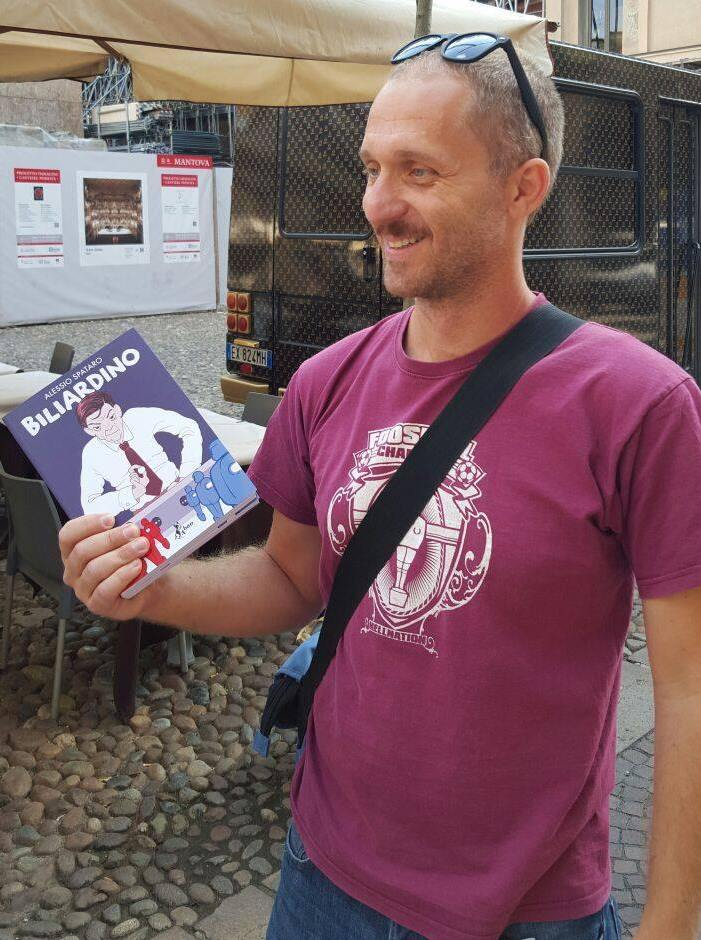
Alessio Spataro al Festivaletteratura di Mantova nel settembre 2015

Alessio Spataro (Catania, 14 luglio 1977) è un fumettista, disegnatore satirico italiano.

## Biografia
Ha frequentato la Scuola del Fumetto di Milano e dal 1999 collabora con riviste del settore e testate giornalistiche tra cui Cuore, Left, Blue, Schizzo Immagini, Frigidaire, Kerosene, Centrifuga, Krakatoa, Carta, Nonzi (una rivista a fumetti che ha contribuito a fondare), Dazebao, Liberazione, L'Isola Possibile (allegato siciliano del manifesto), Mamma e Il Male di Vauro e Vincino.
Nel 2001 la rivista Kerosene pubblica in uno speciale sul G8 di Genova un suo diario a fumetti, dal titolo Cos'ho fatto a Genova, e che sarà una delle prime testimonianze disegnate della vicenda, resa possibile dal fatto che fosse presente sul posto nei giorni delle manifestazioni.
Ha all'attivo dieci libri satirici e sette albi a fumetti, tra cui il libro Zona del Silenzio (Minimum Fax, 2009),  scritto insieme al giornalista Checchino Antonini, in cui ha disegnato la storia dell'omicidio di Federico Aldrovandi.
Tra il 2008 e il 2009 pubblica tre albi satirici liberamente ispirati a Giorgia Meloni e al governo di cui faceva parte, intitolati La Ministronza. Tali pubblicazioni hanno stimolato dibattiti, polemiche e accuse di misoginia e volgarità, spingendo politici di diverso schieramento a solidarizzare con l'allora ministra della gioventù.
Nel 2014 ha pubblicato il volume satirico sul M5S Heil Beppe!1!, con testi di Carlo Gubitosa.
Nel 2015 è stato pubblicato Biliardino, suo primo romanzo a fumetti come autore unico: la storia del biliardino e dell'inventore Alejandro Finisterre.
Nel 2017, insieme all'autrice Virginia Tonfoni, pubblica Violeta - Corazon maldito (BAO Publishing) , libro che narra la vita di Violeta Parra, personaggio storico vissuto nel XX secolo.
Nel 2018 esce il suo nuovo lavoro "Le avventure rossobrune di Ego Fuffaro" (Shockdom) che trae ispirazione dal saggista e opinionista Diego Fusaro.
Vive e lavora a Roma.

## Opere
- Gattalardo, Uanai Comics,2000
- Bambini Uanai Comics, 2001
- Cribbio Edizioni Interculturali, 2005
- Bertinotte Progetto Comunista, 2006
- Non più estate Centro Fumetto Andrea Pazienza riedito come e-comic su Retina, 2007
- Papa Nazingher Purple Press riedito da Mondo Bizzarro, 2008
- Dark Country Self Comics riedito come e-comic su Retina, 2008
- Zona del Silenzio Minimum Fax, 2009
- Berluscoiti Castelvecchi, 2009
- La Ministronza[8] Grrrzetic, 2009
- La Ministronza 2 Grrrzetic, 2010
- La Ministronza 3 Pick a Book, 2012
- Salma Dorata  e-comic su Retina, 2013
- Heil Beppe!1! Ass. Cult. Altrinformazione, 2014
- Biliardino BAO Publishing, 2015
- Violeta BAO Publishing, 2017
- Le avventure rossobrune di Ego Fuffaro, Shockdom 2018